# جافيد إمام فيردييف
جافيد إمام فيردييف (8 أكتوبر 1990 بباكو في أذربيجان - ) هو لاعب كرة قدم أذربيجاني في مركز الوسط. شارك مع منتخب أذربيجان تحت 21 سنة لكرة القدم ومنتخب أذربيجان لكرة القدم. أما مع النوادي، فقد لعب مع معمورة العزيز سبور ونادي نيفتشي باكو وKarvan FK ‏.

## وصلات خارجية
- جافيد إمام فيردييف على موقع الاتحاد الأوربي (الإنجليزية)
- جافيد إمام فيردييف على موقع اتحاد تركيا (لاعب) (الإنجليزية)
- جافيد إمام فيردييف على موقع قاعدة بيانات كرة القدم.إي يو (الإنجليزية)
- جافيد إمام فيردييف على موقع ناشيونال فوتبول تيمز (الإنجليزية)
- جافيد إمام فيردييف على موقع Soccerway.com (الإنجليزية)
- جافيد إمام فيردييف على موقع عالم كرة القدم.نت (الإنجليزية)